# Diego Segura Ramirez
 Diego Segura Ramirez  (Sevilla, 16 juni 1984) is een gewezen Spaans profvoetballer, beter bekend onder de naam Segura.

## Loopbaan
Tijdens het seizoen 2003-2004 begon hij zijn carrière in de nationale reeksen bij B-ploeg waar hij zijn jeugdopleiding genoten had, Real Betis, een ploeg spelend in de Segunda División B. Dit eerste seizoen eindigde de ploeg op een zestiende plaats en degradeerde. Daarop volgde drie seizoenen in de Tercera División met respectievelijk achtste, zesde en tweede plaats.  Dat laatste seizoen, 2006-2007 deed de ploeg mee aan de eindronde en kon de promotie afdwingen. De speler zou nog twee seizoenen bij de ploeg blijven in de Segunda División B, met een elfde en twaalfde plaats als gevolg. Het laatste seizoen van 2008-2009 zou hij driemaal mee spelen in het eerste elftal dat uitkwam in de Primera División. Het betrof de wedstrijden tegen Valencia CF, RCD Espanyol en Atlético Madrid.  De ploeg kon zich niet handhaven en de speler verliet de ploeg waar hij zijn opleiding genoten had.
Hij stapte tijdens het seizoen 2009-2010 over naar Deportivo Alavés, een ploeg die net afgezakt was naar de Segunda División B. Bij deze ploeg speelde hij enkel tijdens één seizoen en hij behaalde de vijfde plaats, net niet genoeg om met de eindronde mee te doen.
Daarna stapte hij over naar een reeksgenoot Real Jaén. Hij verbleef er enkel het seizoen 2010-2011 en behaalde achtste plaats.
Het daaropvolgende seizoen stapte hij weer over naar een ploeg uit dezelfde reeks, AD Ceuta.  De ploeg behaalde de veertiende plaats, maar kwam in financiële problemen. Daardoor verloor de ploeg zijn plaats in de reeks en verliet de speler de ploeg.
Voor het seizoen 2012-2013 ondertekende hij een contract bij FC Cartagena, een ploeg die het behoud niet kon waarmaken in de Segunda División A tijdens het voorgaande seizoen en die tot doel heeft om terug te keren naar de zilveren categorie.  Hij werd onmiddellijk een van de smaakmakers van de geslaagde competitiestart. De resultaten verslechterden en op het einde van de reguliere competitie slechts tweede achter Real Jaén.  Zo kon de ploeg enkel meedoen aan de eindronde van de tweede tot en met de vierde geplaatste ploegen.  De terugweg naar het tweede niveau van het Spaanse voetbal leidde naar Caudal Deportivo uit Asturië, dat na de reguliere competitie op de vierde plaats eindigde in groep 1. De teleurstelling was even groot als tijdens het seizoen 2005-2006 toen de club opnieuw uitgeschakeld werd.  Hij werd door de supportersverenigingen verkozen als beste speler van het seizoen.  Op het einde van het seizoen verlengde hij zijn contract met twee jaar.  Het seizoen 2014-2015 werd voor de speler veel minder succesvol.  Hij zou nog 25 keer mogen opdraven, maar vooral als wisselspeler.  Het werd nog erger toen bleek dat hij niet meer paste in het plan voor het seizoen 2015-2016.
Zijn contract werd na onderling akkoord ontbonden op vijftien juli en de dag erna tekende hij voor het seizoen 2014-2015 bij FC Marbella, een ploeg die net naar de uit de Segunda División B gepromoveerd was.  Hij zou er 7 maal scoren in 36 wedstrijden en daardoor een van de belangrijke spelers zijn die het behoud van de ploeg bewerkstelligden.  Voor het nieuwe seizoen werden maar zeven spelers behouden en Segura maakte er geen deel van uit.
Daarom zette hij tijdens het seizoen 2015-2016 een stapje terug en tekende bij Alcalá de Guadaíra, een ambitieuze ploeg uit de Tercera División.  Dit seizoen betekende het eindpunt van zijn professionele loopbaan als voetballer.

## Latere loopbaan
Vanaf het seizoen 2017-2018 zou hij als pschygoloog aangesteld worden bij Real Betis.